# Pithora
Pithora è una suddivisione dell'India, classificata come nagar panchayat, di 7.929 abitanti, situata nel distretto di Mahasamund, nello stato federato del Chhattisgarh. In base al numero di abitanti la città rientra nella classe V (da 5.000 a 9.999 persone).

## Geografia fisica
La città è situata a 21° 16' 0 N e 82° 31' 0 E e ha un'altitudine di 303 m s.l.m..

## Società

### Evoluzione demografica
Al censimento del 2001 la popolazione di Pithora assommava a 7.929 persone, delle quali 4.004 maschi e 3.925 femmine. I bambini di età inferiore o uguale ai sei anni assommavano a 1.145, dei quali 606 maschi e 539 femmine. Infine, coloro che erano in grado di saper almeno leggere e scrivere erano 5.368, dei quali 3.016 maschi e 2.352 femmine.